# Oroslavje

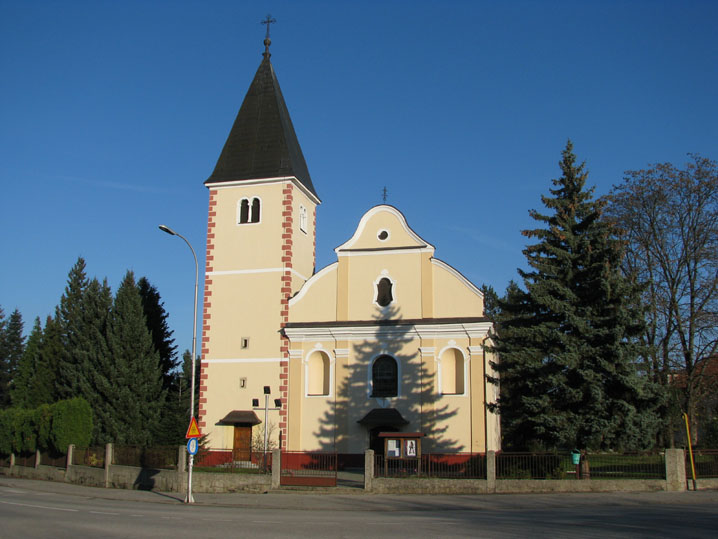
Kyrka i Oroslavje

Oroslavje är en stad och kommun i Krapina-Zagorjes län, Kroatien. I kommunen bodde det 6 138 invånare (2011).